# Yến mạch
Yến mạch, tên khoa học Avena sativa, là một loại ngũ cốc lấy hạt. Trong khi những sản phẩm như cháo yên mạch và bột yến mạch phù hợp cho việc tiêu thụ của con người, một trong những ứng dụng phổ biến nhất là làm thức ăn chăn nuôi.

## Nông nghiệp

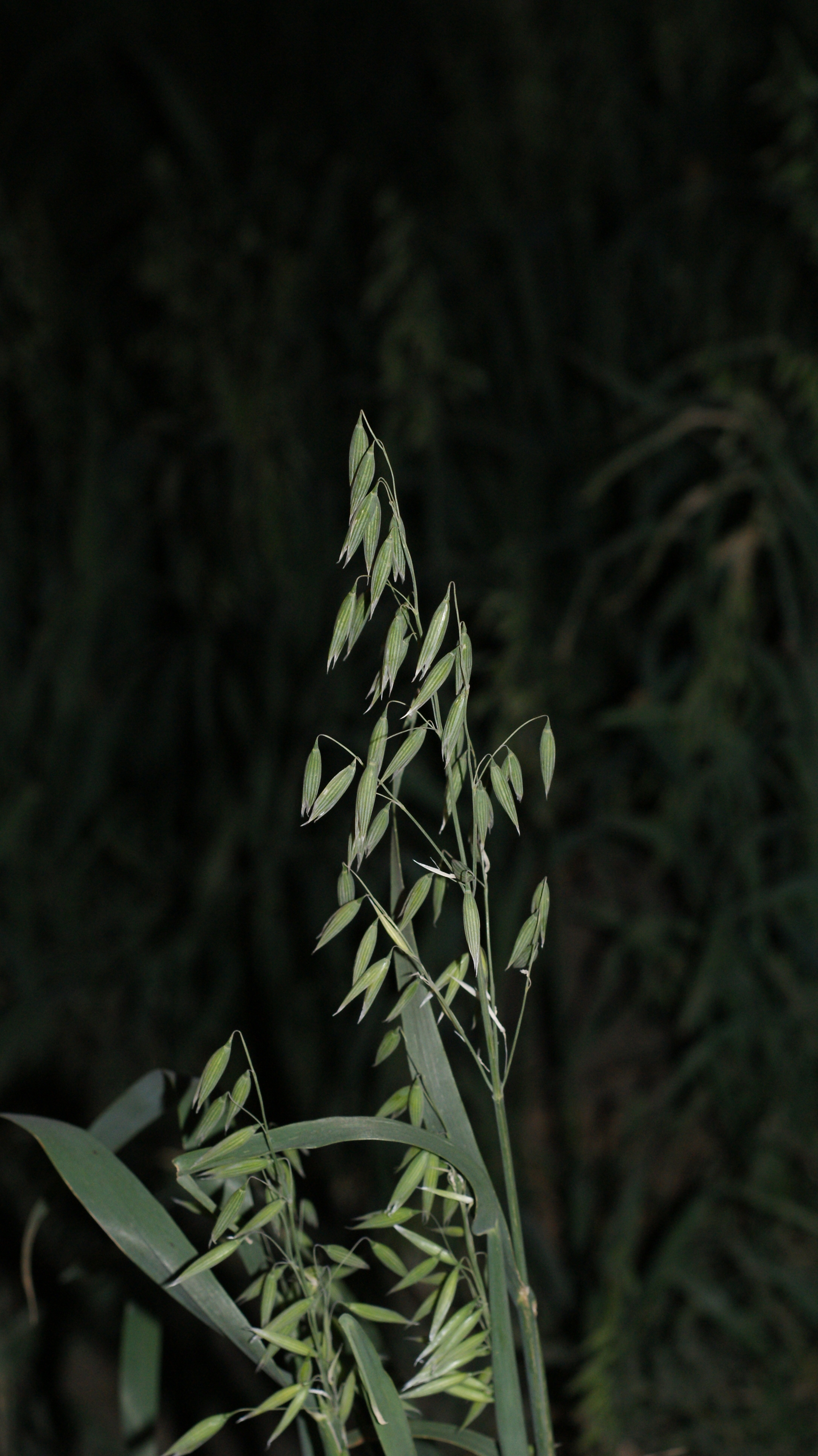
Yến mạch ở SK gần mùa thu hoạch

| 10 nước sản xuất yến mạch hàng đầu — 2005 (triệu tấn) | 10 nước sản xuất yến mạch hàng đầu — 2005 (triệu tấn) |
| ----------------------------------------------------- | ----------------------------------------------------- |
| Nga                                                   | 5.1                                                   |
| Canada                                                | 3.3                                                   |
| Hoa Kỳ                                                | 1.7                                                   |
| Ba Lan                                                | 1.3                                                   |
| Phần Lan                                              | 1.2                                                   |
| Úc                                                    | 1.1                                                   |
| Đức                                                   | 1.0                                                   |
| Belarus                                               | 0.8                                                   |
| Trung Quốc                                            | 0.8                                                   |
| Ukraina                                               | 0.8                                                   |
| Tổng cộng                                             | 24.6                                                  |
| Nguồn: FAO                                            |                                                       |